# The Free (Nederlandse band)
.

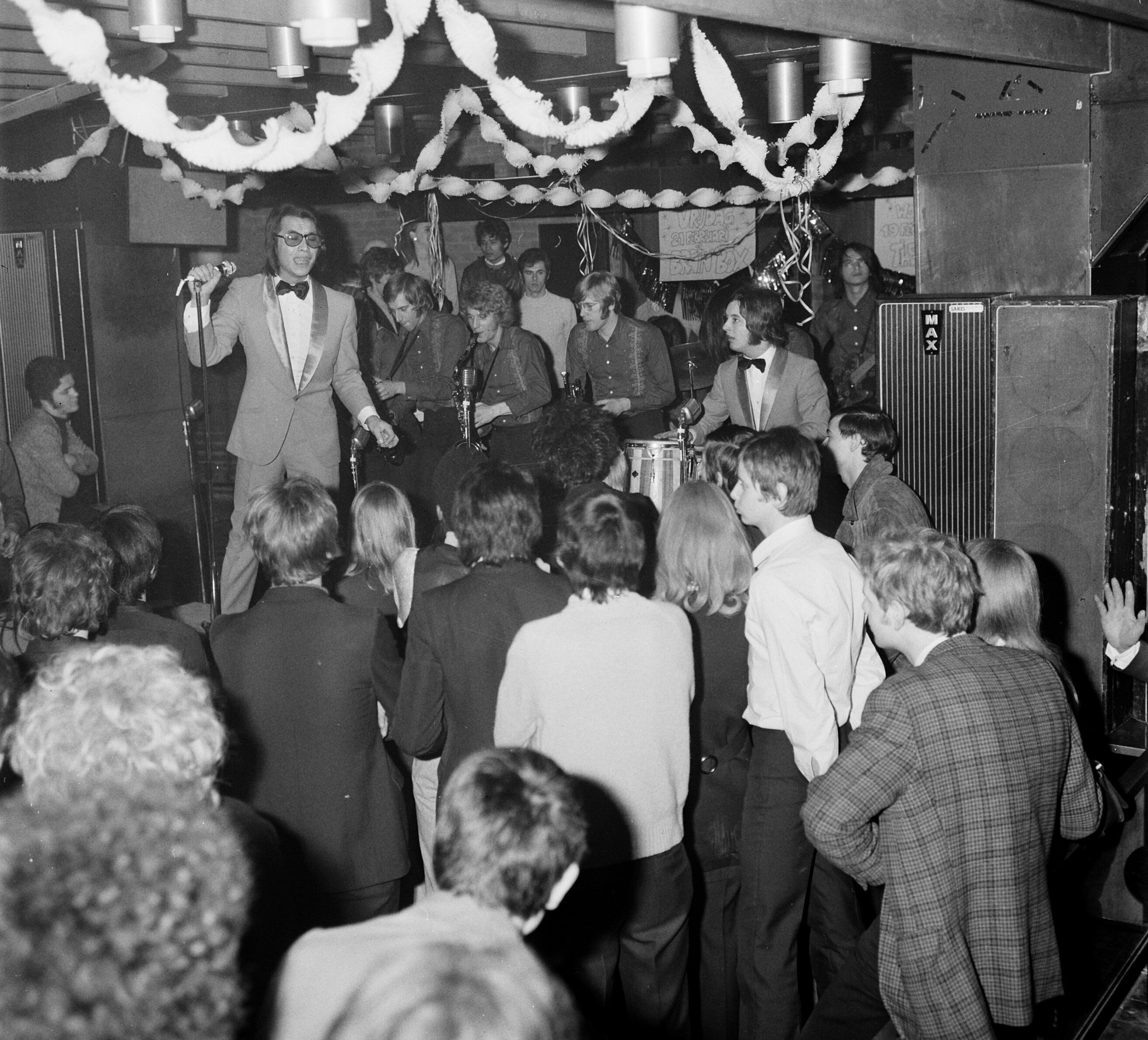
The Free (1969)

The Free was een Nederlandse muziekgroep die bestond in de jaren 1968 en 1969. Hun stijl was soul.
De muziekgroep werd geplaagd door personeelswisselingen. Enigszins bekend uit het personeel waren/werden:
- Roy Nicholson (alias Ray Nicols) (zanger)
- Ingrid Lochem (alias Cindy Shore) (zang)
- Jetty Wees (alias Lillian Love) (zang)
- Vivian Roy (zang)
- Hoeney Chen (alias Jimi Mack) (zang)
- Julian Schell (bas)
- Egon Verhoeven (alias Egon Berry) (gitaar, later in de groep Amsterdam en nog later in een band rondom Hans Dulfer)
- Peter Vlietstra (alias Peter Vee) (toetsinstrumenten)
- Cees Masson (alias Cees Mason) (saxofoon)
- Maarten Beckers (alias Martin Beeke) (saxofoon)
- Raymond Oosthoek (alias Raymond O'Connor) (saxofoon)
- Harry Jamin (trompet)
- Max Spangenberg (alias Maxwell) (drums, tevens Tee Set)
- Hennie de Wildt (alias Bobby Cash) (percussie)

De muziekgroep uit Rotterdam kwam niet verder dan vier singles en één elpee. De eerste drie van de vier singles werden hits in Nederland. The Free bracht het tot het voorprogramma van een concert van Aretha Franklin. De band moest eigenlijk nog haar naam veranderen, het Britse The Free had het alleenrecht op die naam, bleek later.
Na het opheffen van de groep begon Ferry Maat in 1971 als diskjockey bij Radio Noordzee. Hij startte daar ook Zondagmiddag Soul, de voorloper van de Soulshow bij de TROS.

## Discografie

### Singles
- Because I love you/Do something fine
- Soul party /Down to the bone
- Keep in touch/Taking it away
- Try, try, try (part 1)/Try, try, try (part 2)

### Album
- 1969: The funky free (muziekproducent Fred Haayen van Golden Earring)